# Tamaninte
Tamanante (Tamanhant), Tamaninte (Tamanhint) ou Temeninte (Temenhint) é uma cidade na Líbia situado no distrito de Seba